# Кириллова, Даяна Юрьевна
Даяна Кириллова (род. 16 апреля 2002, Казань) — российская певица, неоднократный лауреат российских и международных музыкальных конкурсов. Даяна победила в российском национальном отборочном туре конкурса «Детское Евровидение 2013» и представила Россию в международном финале, который состоялся 30 ноября 2013 года в Киеве. На «Евровидение» Даяна отправилась с песней «Мечтай», написанной специально для этого конкурса, и заняла 4 место.

## Биография
Родилась 16 апреля 2002 года в Казань, где и живёт в настоящее время со своими родителями. Мама — Вероника, папа — Юрий. Даяна получила такое необычное имя, потому что родители думали, что родится мальчик, и приготовили для него имя «Данил».
Когда было 4 года, бабушка привела её на прослушивание в расположенный неподалёку дом культуры. Преподаватели сказали, что у него нет ни слуха, ни голоса, но разрешили посещать занятия, если девочка хочет. С тех пор, вот уже шесть лет, Даяна занимается там вокалом в творческой мастерской Элеоноры Калашниковой. Дебютировала на сцене Даяна вскоре же, в четыре года.
Выступает как сольно, так и в составе трио «Барби-Коктейль». Также с 2012 года она занимается танцами в казанском филиале танцевальной студии «Тодес».
В 2012 году в финале национального отборочного тура конкурса «Детское Евровидение 2012», с песней «5 минут до урока», Даяна заняла второе место. Ей не хватило двух баллов до победы. Не смогла пройти Даяна и на «Славянский базар» того года, отстав от победителей финального прослушивания всего на один балл.
В 2013 году Даяна выступила на международном детском музыкальном конкурсе в рамках фестиваля «Славянский базар», где она разделила третье место с Галиной Дубок с Украины.
Отбор на «Славянский базар» закончился весной, а в начале июня Даяна выиграла и российский национальный отборочный тур международного конкурса «Детское Евровидение 2013». С песней «Мечтай» она представила Россию в финале этого конкурса в столице Украины Киеве 30 ноября.

## Награды и премии

### В составе трио «Барби-коктейль»
- 2011
  - лауреат I степени IV Открытого Всероссийского фестиваля-конкурса детского и юношеского творчества «Морозко — 2011»[10][17] (25 февраля — 1 марта 2011, г. Казань)
  - лауреат 2 степени в категории «Ансамбли», младшая группа, II Международного конкурса-фестиваля детского и юношеского творчества «Виктория» (22—26 апреля 2011, г. Казань)[18]
  - лауреат международного конкурса «Содружество талантов» (г. Казань)[17]
  - лауреат международного фестиваля-конкурса «Морская симфония» (Болгария, курорт Албена)[10][17]
  - стипендиат в номинации «Вокальные ансамбли», младшая группа, Открытого республиканского телевизионного молодёжного фестиваля эстрадного искусства «Созвездие-Йолдызлык-2011» (г. Казань)[19][20]
  - участница полуфинала Международного конкурса «Детская Новая волна 2011» (г. Москва)[10][17]
  - победитель программы «Песенка в подарок» детского телеканала «Радость моя» (г. Москва)[10][17]
  - участница Всероссийского фестиваля «Дискотека Детского радио»[10][17]

### Сольно
- 2010

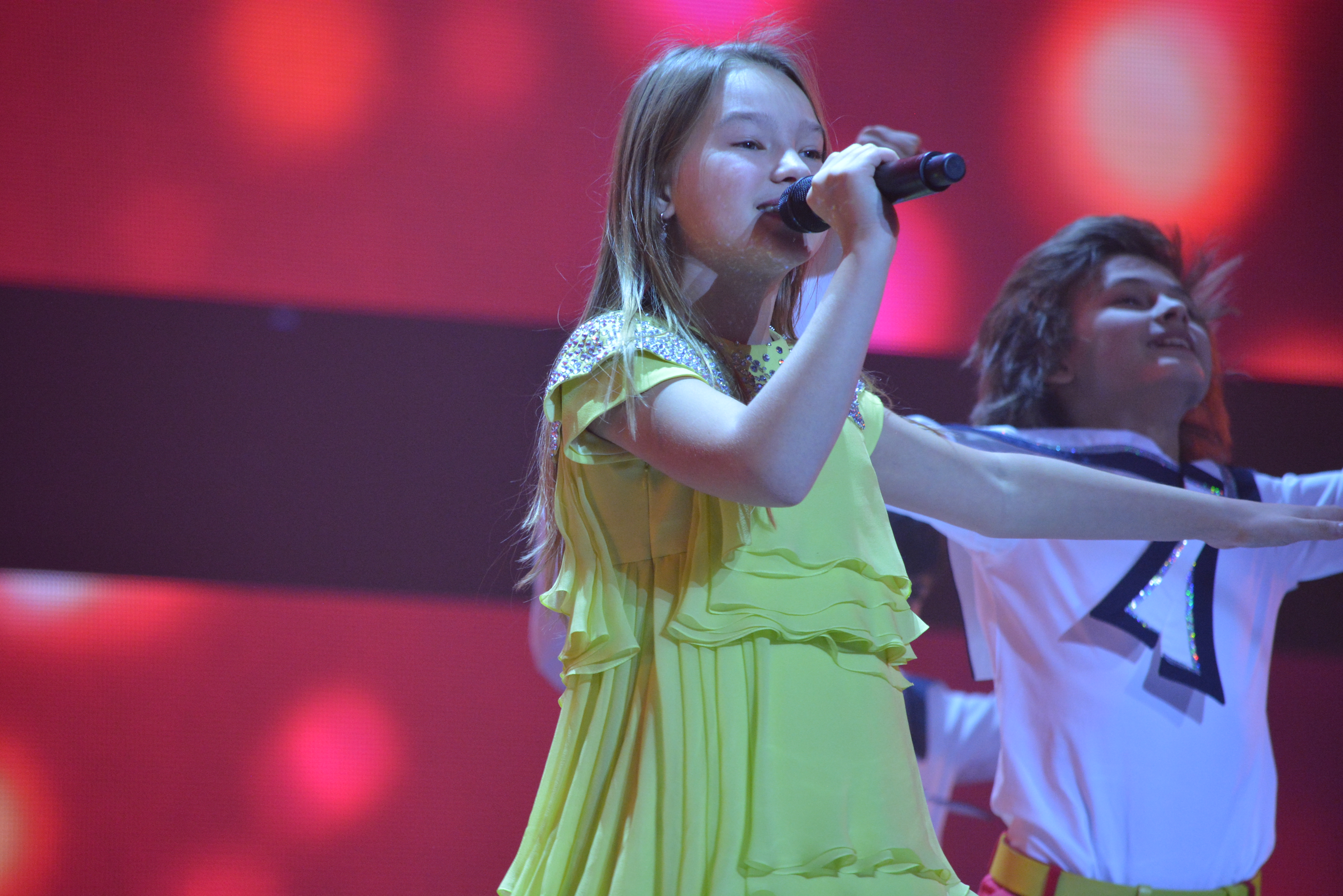
Даяна на Детском Евровидении-2013

  - 1 место в номинации «Вокал-соло», 1-я младшая группа, X фестиваля «Созвездие-Йолдызлык» (г. Казань)[21]
- 2012
  - 2 место в номинации «Вокал-соло», 2-я младшая группа (8—11 лет), фестиваля «Созвездие-Йолдызлык-2012» (зона № 1 г. Казань, 13—17 февраля 2012)[22]
  - дипломант I степени в категории «Мировой хит», младшая группа (до 10 лет), II Международного конкурса эстрадной песни «Путь к успеху» (10—12 февраля 2012, МКЦ «Ак Барс». г. Казань)[23]
  - лауреат I степени в категории «Эстрадная песня на русском языке», I младшая группа (8—9 лет), II Международного конкурса эстрадной песни «Путь к успеху» (10—12 февраля 2012, МКЦ «Ак Барс». г. Казань)[23]
  - участница полуфинала Международного конкурса «Детская Новая Волна» (г. Москва)"[10][17]
  - 2 место на российском телеотборе Международного конкурса «Детское Евровидение»[8][12]
- 2013
  - лауреат I степени в категории «Сольный вокал» телефестиваля «Созвездие Йолдызлык» (г. Казань)[1]
  - лауреат III степени в конкурсе «Славянский базар» в Витебске[14][15]
  - 1 место на российском телеотборе Международного конкурса «Детское Евровидение»
  - 4 место в финале конкурса песни «Детское Евровидение»